# Òscar Sonejee Masand
Òscar Sonejee Masand (Andorra la Vella, 26 de març 1976) és un futbolista andorrà d'arrels índies, de la ciutat de Mumbai.
És el futbolista que més partits ha disputat amb la selecció andorrana (a data de 2008) amb un total de 72 partits, en els quals ha marcat 1 gol. Va debutar el 1997 en la derrota per 4-1 enfront Estònia.